# Televisor
Un televisor (coloquialmente tele o TV) es un aparato electrónico destinado a la recepción y reproducción de señales de televisión. Ordinariamente consta de una pantalla y mandos o controles. La palabra viene del griego τῆλε (tēle, ‘lejos’), y el latín visōr (agente de videre, ‘ver’).
El televisor es la parte final del sistema de televisión, el cual comienza con la captación de las imágenes y sonidos en origen, y su emisión y difusión por diferentes medios. El televisor se ha convertido en un aparato electrodoméstico habitual, cotidiano y normal con amplia presencia en los hogares de todo el mundo. El primer televisor comercial fue creado el 26 de enero de 1926 por el escocés John Logie Baird.

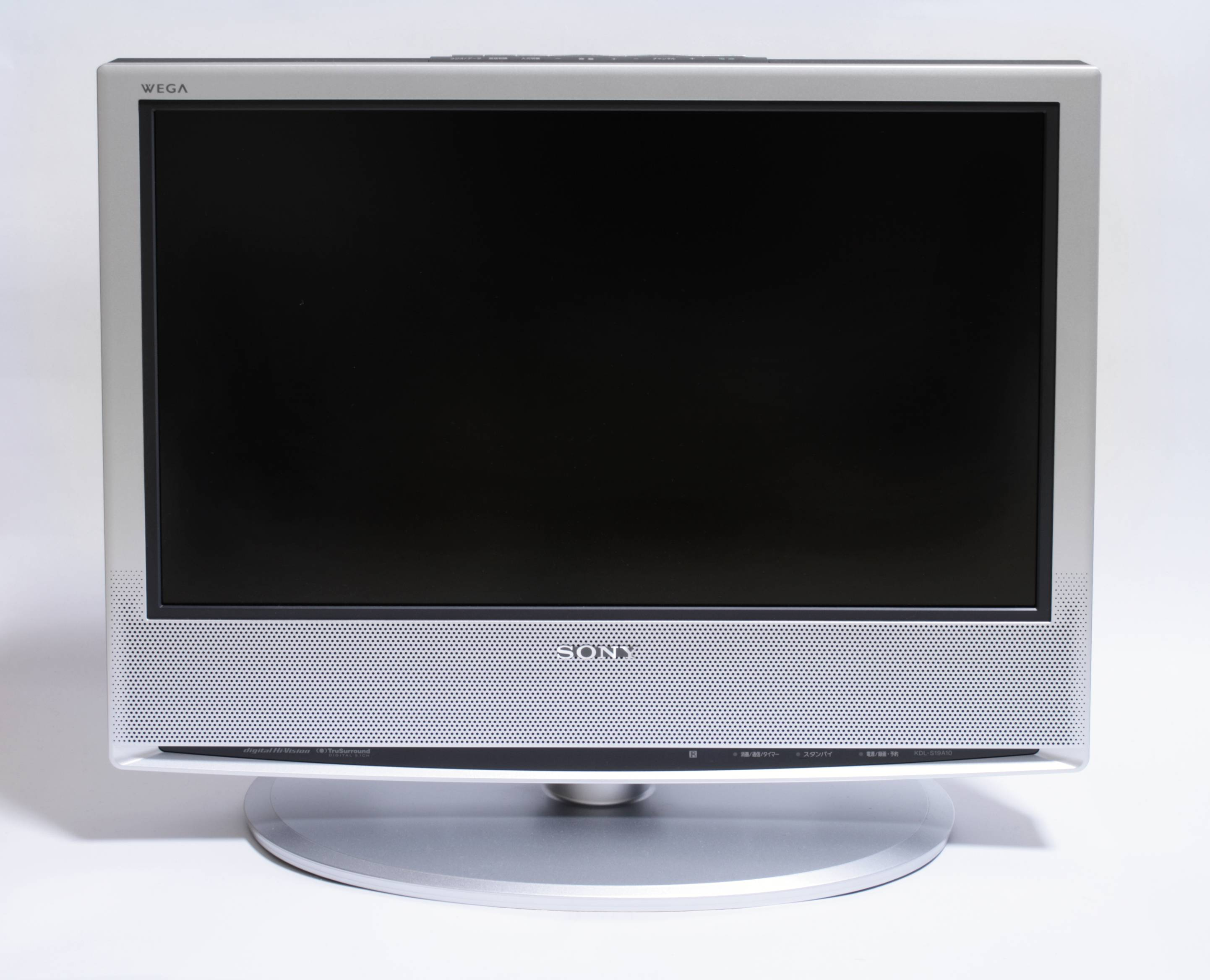
WEGA KDL-S19A10. Televisor LCD de la compañía Sony.

## Primeros televisores del mundo

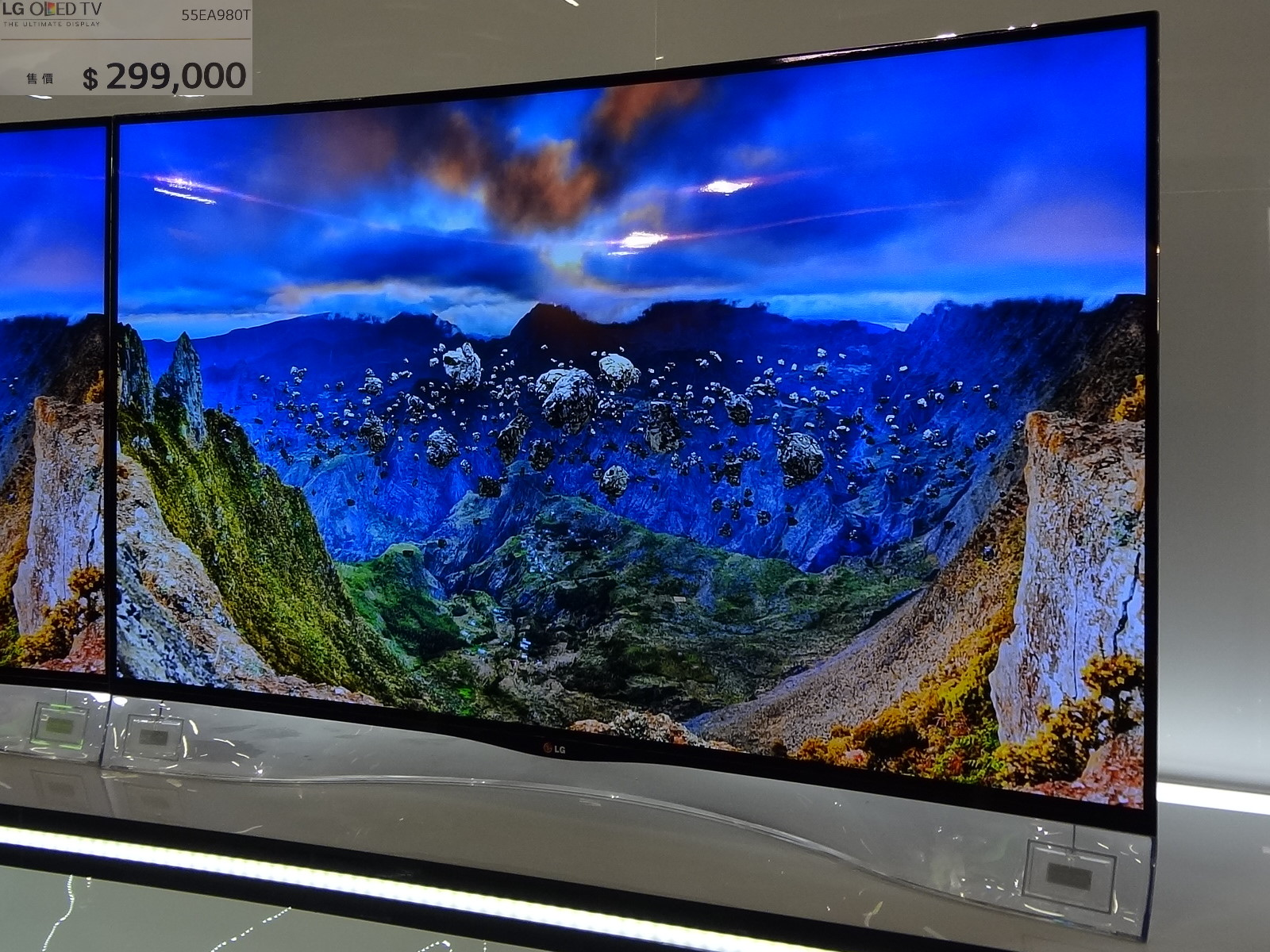
Fotografía de un televisor LG 55EA980T.

Los primeros televisores que se pueden considerar comerciales fueron de tipo mecánico y se basaban en un disco giratorio, el disco de Nipkow (patentado por el ingeniero alemán Paul Nipkow en 1884), que contenía una serie de agujeros dispuestos en espiral y que permitían realizar una exploración «línea por línea» a una imagen fuertemente iluminada. La resolución de los primeros sistemas mecánicos era de 30 líneas a 12 cuadros pero fueron posteriormente mejoradas hasta alcanzar cientos de líneas de resolución e inclusive incluir color.
La televisión mecánica fue comercializada desde 1928 hasta 1934 en el Reino Unido, Estados Unidos y la URSS. Los primeros televisores comerciales vendidos por Baird en el Reino Unido en 1928 fueron radios que venían con un aditamento para televisión consistente en un tubo de Neón detrás de un disco de Nipkow y producían una imagen del tamaño de una estampilla, ampliada al doble por una lente. El «televisor» Baird estaba también disponible sin la radio. El televisor vendido entre 1930 y 1933 es considerado el primer televisor comercial, alcanzando varios miles de unidades vendidas.
El sistema mecánico fue pronto desplazado por el uso de tubos de rayos catódicos (TRC) como elemento generador de imágenes, que permitía alcanzar mejores resoluciones y velocidades de exploración. Además, al no tener elementos mecánicos, el tiempo de vida útil era mucho mayor.
El primer televisor totalmente electrónico (sin elementos mecánicos para generación de la imagen) con tubo de rayos catódicos fue manufacturado por Telefunken en Alemania en 1934, seguido de otros fabricantes en Francia (1936), el Reino Unido (1936) y los Estados Unidos (1938).
Se estima que antes de la Segunda Guerra Mundial se fabricaron en el Reino Unido unos 19 000 aparatos y en Alemania unos 1600.
Ya en las épocas tempranas del CRT se empezaron a idear sistemas de transmisión en color, pero no fue hasta el desarrollo de los tubos de rayos catódicos con tres cañones, que se empezaron a fabricar masivamente televisores en color totalmente electrónicos.
En la década de 1970, los televisores en color fueron ampliamente difundidos y empezaron a comercializarse en los países desarrollados. La premisa de compatibilidad con los sistemas monocromáticos permitió que ambos tipos de televisores convivieran de forma armoniosa hasta nuestros días.
La electrónica de los televisores ha ido evolucionando conforme avanzaba la electrónica en general. Los primeros televisores usaban tubos al vacío y luego transistores. Más recientemente se empezaron a usar circuitos integrados, desarrollándose algunos circuitos ex proceso para las funciones específicas del televisor. A finales del siglo XX comenzaron a desarrollarse pantallas de reproducción de imagen que no usaban el TRC. Durante la primera década del siglo XXI el tubo desapareció, dando paso a televisores con pantallas planas de diferentes tecnologías, que aún no lograron  una calidad de imagen similar a la lograda por el TRC, permitían hacer unos aparatos de volumen mucho menor, casi sin fondo, y de unas líneas estéticas muy atractivas que fueron copando el mercado mientras los fabricantes dejaban de producir televisores con tubo de imagen.
El tubo de imagen fue sustituido por pantallas de tecnología de plasma, LCD, LCD retroiluminado con led y OLED, a la par que los sistemas de transmisión se cambiaban a sistemas digitales, bien mediante la distribución por cable, satélite o la distribución terrestre mediante la TDT.
A finales de la primera década del siglo XXI, con el desarrollo de Internet aparecen los televisores conectables y se comienza a hablar de la «televisión híbrida», que comparte la recepción convencional con el acceso a la red de redes para visualizar contenidos audiovisuales o de cualquier otro tipo abriendo nuevas áreas de servicio.
Se han desarrollado también sistemas de representación en 3D (tres dimensiones) y mejoras en el sonido. Los televisores llegan a poder mostrar varias imágenes o contenidos diferentes a la vez en sus pantallas y a poder realizar grabaciones de contenidos sin necesidad de elementos externos.

## Áreas esenciales en la representación de una imagen
La representación de una imagen en cualquiera de las tecnologías usadas para la pantalla de los televisores y monitores tiene cuatro áreas primordiales, donde los resultados obtenidos son relevantes para la calidad final lograda. Estas áreas son:

### Reproducción de negro verdadero
La dificultad de la reproducción del negro verdadero es una de las áreas más comprometidas en la representación de una imagen en una pantalla de televisor. Los niveles bajos de luminancia que generan los negros, o grises muy oscuros, son difíciles de conseguir debido a la utilización de retroiluminación o niveles de cebado de los plasmas. Las áreas oscuras de las imágenes representadas carecen de rango en los negros, quedando estos anulados (convertidos en grises) entre unos niveles y otros, dando lugar a artificios y ruido.
Los TRC tienen un nivel mínimo de excitación de los luninofósforos que proporcionan un negro aceptable. No ocurre lo mismo en los plasmas y menos aún en las pantallas de cristal líquido, que precisan retroiluminación, lo que hace que no se logre nunca tener la pantalla oscura. La tecnología OLED, al ser cada píxel un emisor individual, puede reproducir una gama de negros muy reales, ya que se logra apagar totalmente el emisor.

### Reproducción del color en niveles bajos de luz
La reproducción del color en imágenes con áreas de muy poca luminancia es uno de los puntos más difíciles para la reproducción de una imagen. En un sistema de TV el color surge de la mezcla de tres luces correspondientes a tres colores diferentes (denominados «colores primarios»: rojo, verde y azul). Los escasos niveles de luminancia hacen que esa mezcla no pueda ser correcta al caer en las zonas no lineales de los emisores de luz.
Este fenómeno, muy relacionado con la reproducción real de los negros, precisa de sistemas de reproducción muy lineales en el extremo de baja luminancia. Las tecnologías de plasma y LCD no tienen estas características por su propia base tecnológica, que en el TRC se podían encontrar con eficiencia suficiente y que la tecnología OLED, por el mismo motivo que el expuesto anteriormente, cubre de una manera eficiente.

### Anchura del rango dinámico
Para que una imagen pueda verse clara y nítida se deben poder reproducir todos los niveles de luz contenidos en la misma. Niveles de luz que en la mezcla de los tres colores básicos dan toda la gama de colores que se deben representar.
Desde el apagado absoluto que nos proporciona un negro real hasta el encendido a pleno brillo para un blanco, tenemos toda la gama de niveles a reproducir. La linealidad, muy crítica en los extremos, de los elementos que las diferentes tecnologías utilizan para la representación de la imagen es la que da cuerpo al rango dinámico. Los tubos de rayos catódicos mantienen una curva característica, denominada gamma, que se debía de compensar (se hace en la emisora) para lograr una respuesta lineal óptima.
Los sistemas de plasma y LCD tienen una respuesta no lineal y con una relación de contraste muy pobre lo que hace que su ancho dinámico sea pequeño. La tecnología OLED logra un buen resultado.

### Rápido tiempo de respuesta
La televisión es un sistema de transmisión de imágenes en movimiento. El tiempo de respuesta de las pantallas de reproducción de las imágenes es fundamental para la fidelidad de lo reproducido.
Los cambios rápidos en las imágenes deben ser realizados de tal forma que no supongan retardos y distorsiones o perdida de resolución. Para ello los tiempos de persistencia y de histéresis de los elementos generadores de la imagen son importantísimos. Los tiempos de activación y desactivación de los elementos lumínicos son fundamentales para una correcta representación de la imagen en movimiento. Estos tiempos no solo dependen de la tecnología de la pantalla sino también del procesado de la señal. El concepto de tiempo de cambio entre dos niveles de grises, en inglés grey-to-grey switching speed, es el que determina este parámentro.

## Tipos

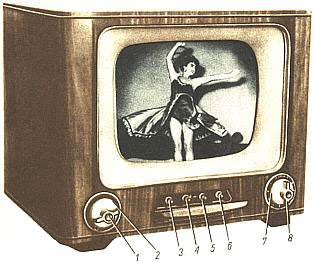
OT-1471 Belweder, Polonia, 1957.
1:interruptor de encendido y volumen. 2:brillo. 3:tono. 4:sincronía vertical. 5:sincronía horizontal. 6:contraste. 7:sintonización de canales. 8:conmutador de canales

Gracias a los avances en la tecnología de pantallas, hay ahora varias clases en los televisores modernos:
- Tubo de rayos catódicos (TRC): Las pantallas más comunes son tubos de visión directa con la que se logran hasta 37 pulgadas de diagonal. Hasta el año 2007, eran todavía las menos costosas, y se trataba de una tecnología madura que podía brindar una gran calidad de imagen. Dado que no tienen una resolución fija, aunque sí una resolución mínima, dada por la separación entre puntos, pueden mostrar fuentes de distintas resoluciones con la mejor calidad de imagen posible. La frecuencia de cuadro de un televisor NTSC es de 29,97 Hz, y de 25 Hz en el caso de televisores de la norma PAL. La resolución vertical visible de los televisores NTSC es de 480 líneas, y la de los PAL de 576 líneas. Los tubos de rayos catódicos eran bastante voluminosos y pesados; en la actualidad están siendo reemplazados por los formatos Plasma, LCD y más recientemente led.

- Proyección: Son televisores de gran pantalla, hasta 100 pulgadas de diagonal o más. Se usan tres tipos de sistemas de proyección: con TRC, con LCD, y DLP (con chip de microespejos). Los televisores de retroproyección existen desde la década de 1970, pero en aquella época no tenían la definición de un televisor común de rayos catódicos. Los modelos actuales han mejorado mucho, y ofrecen gran tamaño a un precio conveniente. Las pantallas de proyección no dan buen resultado a la luz de día o en habitaciones muy iluminadas, por lo que son más aptas para zonas oscurecidas.

- Pantalla de cristal líquido, de plasma u OLED: Los progresos actuales permiten fabricar televisores de pantalla plana que utilizan tecnología de cristal líquido de matriz activa (LCD), o plasma. Están preparados para la alta definición con resoluciones desde 1280×720 píxeles hasta los 7680×4320 píxeles. Estos televisores pueden tener solo unos milímetros de espesor en caso de las matrices OLED, y pueden colgarse en una pared como un cuadro o ser puestos sobre una base. Algunos modelos también pueden utilizarse como monitores de computadora u ordenador.

- Matriz de LED se ha convertido en una de las opciones para vídeo en exteriores y en estadios, desde el advenimiento de diodos electroluminiscentes ultraluminosos y sus circuitos respectivos. Los ledes permiten crear actualmente pantallas escalables ultragrandes que otras tecnologías existentes no pueden igualar; además de tener un consumo bajo. Recientemente se ha tomado la iniciativa de aplicar esta tecnología a los televisores domésticos. Estos adquieren unas características diferentes a las de otros tipos de pantalla. El consumo menor respecto a las pantallas de cristal líquido, mayor durabilidad, menor grosor de la misma, así como mayor contraste son ejemplos de estas características. La empresa pionera en este ámbito comercial fue la surcoreana Samsung.

### Resolución
La resolución en píxeles es la cantidad de puntos individuales llamados píxeles en una pantalla dada. Una resolución típica de 720x480 significa que la pantalla del televisor tiene 720 píxeles horizontales y 480 píxeles en el eje vertical. La resolución afecta a la nitidez de la imagen. Cuanto mayor es la resolución de una pantalla, mayor es su nitidez.
La primera resolución tenía 48 líneas y cada una de las fábricas usaba sistemas diferentes. La estandarización de estos sistemas comienza en julio de 1941 cuando se logró el sistema NTSC, válido para todos los estados de Estados Unidos, de 325 líneas. Europa logró un sistema de 625 líneas al término de la guerra, Francia poseía uno propio de 819 líneas e Inglaterra mantuvo el suyo de 405 líneas, todo esto bajo los sistemas PAL/SECAM. Posteriormente el sistema NTSC fue mejorado.

### Controles
- Relación de contraste es una medición del intervalo entre los puntos más claros y oscuros de la pantalla. Cuanto más alto el contraste, mejor se ve la imagen en cuanto a su riqueza, profundidad y detalle en las sombras. El control de contraste de un televisor controla en realidad la intensidad de la imagen o el brillo.[4]
- El brillo de una imagen mide la luminosidad general de la pantalla. Se mide en {\displaystyle cd/m^{2}} equivalente a la cantidad de candelas requeridas para formar la imagen. El control de brillo desplaza el «punto de negro» o nivel de sombras, lo que afecta el rango de contraste o gamma de la imagen.[4]

Durante los años inmediatamente posteriores a la Segunda Guerra Mundial se realizaron diferentes experimentos con varios sistemas de televisión en algunos países de Europa, incluida Francia y los Países Bajos, pero fue la Unión Soviética, que comenzó sus emisiones regulares en Moscú en 1948, el primer país del continente en poner en funcionamiento este servicio público. Cerca del 98% de los hogares en la URSS (3,2 personas por receptor) y en Francia (2,5) posee televisor, siendo el porcentaje de 94 en Italia (3,9) y 93 en los hogares de Alemania actualmente parte de la reunificada República Federal de Alemania (2,7).

## Televisión en el espacio

Logo de NASA TV.

Las cámaras de televisión a bordo de las naves espaciales estadounidenses transmiten a la Tierra información espacial hasta el momento inaccesible. Las naves espaciales Mariner, lanzadas por Estados Unidos entre 1965 y 1972, envió miles de fotografías de Marte. Las series Ranger y Surveyor retransmitieron miles de fotografías de la superficie lunar para su análisis y elaboración científica antes del alunizaje tripulado en julio de 1969, al tiempo que millones de personas en todo el mundo pudieron contemplar la emisión en color directamente desde la superficie lunar.
Desde 1960 se han venido utilizando también ampliamente las cámaras de televisión en los satélites meteorológicos en órbita. Las cámaras vidicón preparadas en tierra registran imágenes de las nubes y condiciones meteorológicas durante el día, mientras que las cámaras de infrarrojos captan las imágenes nocturnas. Las imágenes enviadas por los satélites no solo tienen como utilidad predecir el tiempo sino para comprender los sistemas meteorológicos globales. Se han utilizado cámaras vidicón de alta resolución a bordo de los Satélites para la Tecnología de los Recursos Terrestres conocidos también como ERTS para realizar estudios de cosechas, así como de recursos minerales y marinos.